# Estàtua de Lenin
L′Estàtua de Lenin a Seattle és una escultura de bronze del revolucionari comunista Vladímir Lenin, creada per l'escultor búlgar Emil Venkov. Estigué exposada a Txecoslovàquia, al 1988. L'estàtua fou esfondrada després de la Revolució de Vellut de 1989. La comprà un americà el 1993, i la traslladà a Washington, als Estats Units. Des de 1995, és en exposició a l'aire lliure a Fremont, un barri de Seattle.

## Encàrrec i construcció
L'estàtua fou construïda per l'escultor búlgar Emil Venkov (1937-2017) el 1981, per encàrrec del Partit Comunista de Txecoslovàquia. Seguint les indicacions, Venkov retrata Lenin com un dirigent de la revolució, en contrast amb les tradicionals representacions de Lenin com a filòsof i educador.Venkov pretenia que l'estàtua funcionés com a crítica de l'opressió comunista i representés a Lenin com un home violent, amb rifles abstractes i flames a l'estàtua, en contrast amb la representació tradicional de Lenin que tenia un llibre.
L'estàtua s'instal·là a Poprad (hui Eslovàquia), al 1988, poc abans de la caiguda del comunisme a Txecoslovàquia durant la Revolució de Vellut. Malgrat la creença popular, l'estàtua de Lenin no fou esfondrada en les manifestacions durant la caiguda del comunisme, sinó que pacíficament es va traure de la Plaça de Lenin, mesos després de la Revolució de Vellut.

## Venda i trasllat a Seattle
Lewis E. Carpenter, un professor d'anglés a Poprad originari d'Issaquah, trobà l'estàtua monumental abandonada en una deixalleria, amb un home sense llar vivint al seu interior, preparada per ser tallada i venuda com a bronze. Carpenter havia conegut i s'havia fet amic de Venkov, en una visita anterior a Txecoslovàquia. Carpenter s'interessà a comprar l'estàtua. Més tard, volia emprar-la per atraure clients d'un restaurant eslovac que volia obrir a Issaquah.
En col·laboració amb un periodista i amic, Tomáš Fülöpp, Carpenter s'adreçà a l'administració de la ciutat, amb l'al·legació que malgrat de la seua actual impopularitat, l'escultura encara era una obra d'art que calia preservar, i s'oferí a comprar-la per 13.000 dòlars. Després d'obstacles burocràtics, acabà signant un contracte amb el batle de Poprad el 16 de març de 1993.
Després de l'aprovació final per a comprar i traure l'estàtua fora del país, Carpenter va consultar Venkov i l'arquitecte que supervisà la fosa del bronze abans de prendre la decisió de tallar l'estàtua en tres trossos i enviar-la a Rotterdam i, d'ací, als Estats Units. Carpenter financed much of that by mortgaging his home. L'estàtua va arribar a Issaquah l'agost de 1993. Carpenter volia instal·lar-la enfront d'un restaurant eslovac. Ell va morir en un accident de cotxe al febrer de 1994, durant el debat públic sobre la possibilitat de dur l'estàtua a Issaquah, que va acabar amb el rebuig del barri de la ciutat. Després de la mort de Carpenter, la família considerà vendre l'estàtua a una foneria de Fremont per fondre-la i reaprofitar-la en una nova peça. L'amo de la foneria, Pedro Bevis, va presentar l'estàtua a Fremont, i van concordar a Fremont mantenir l'escultura, fins a trobar-ne un comprador. L'estàtua es col·locà el 3 de juny de 1995, a la cantonada de l'Avinguda Evanston North i el carrer 34, a una propietat privada. Els propietaris traslladaren l'estàtua dues illes al nord de la cruïlla de la Fremont Place North, al carrer 36 i a Evanston Avenue North, el 1996.